# Хасанов, Зиннат Хуснуллович
Зинна́т Хусну́ллович Хаса́нов (тат. Зиннəт Хуснулла улы Хəсəнов; 16 ноября 1916 — 25 августа 1944) — участник подпольной организации Волжско-татарского легиона «Идель-Урал».

## Биография
Зиннат Хасанов родился 16 ноября 1916 года в селе Старый Кашир (ныне — Сармановский район Татарстана). Работал в колхозе, был землекопом на стройках Казани. Окончил техникум советской торговли, получил профессию товароведа.
В Красной Армии окончил курсы младших командиров и получил звание лейтенанта. Командуя ротой, в сражении с немцами Зиннат Хасанов был ранен и попал в фашистский плен.
В немецком плену попал в легион «Идель-Урал», вступил в подпольную антифашистскую организацию легиона. По заданию подпольщиков участвовал в музыкальной капелле легиона как певец и чтец-декламатор, одновременно распространяя листовки среди легионеров. Выполнял функции связного между Едлинской и Берлинской группами подпольной организации. При успехе вооружённого восстания Зиннат Хасанов должен был стать командиром третьего батальона.
Был схвачен вместе с другими татарскими патриотами. Из-за побоев и пыток в тюрьме он поседел. Казнён по делу Курмашева 25 августа 1944 года. Вместе с другими джалильцами был реабилитирован 5 мая 1990 г., когда Указом Президента СССР М. С. Горбачёва «за активную патриотическую деятельность в подпольной антифашистской группе и проявленные при этом стойкость и мужество» курмашевцы были посмертно награждены орденом Отечественной войны I степени. 